# Carlos Eduardo de Oliveira Alves
Carlos Eduardo de Oliveira Alves (Ribeirão Preto, 17 oktober 1989) – alias Carlos Eduardo – is een Braziliaans voetballer die bij voorkeur als offensieve middenvelder speelt. Hij verruilde in 2015 FC Porto voor Al-Hilal.  

## Clubcarrière
Carlos Eduardo tekende op 23 mei 2013 een contract bij FC Porto, dat hem weghaalde bij reeksgenoot Estoril-Praia. Daarvoor speelde hij in eigen land bij Desportivo Brasil, Ituano, Fluminense en Grêmio. Bij Porto kreeg hij in eerste instantie rugnummer 20. De club verhuurde Carlos Eduardo gedurende het seizoen 2014-2015 aan OGC Nice, op dat moment actief in de Ligue 1. Daarvoor scoorde hij op 26 oktober 2014 vijf doelpunten, uit bij EA Guingamp (2-7). Carlos Eduardo was daarmee de eerste speler die vijf doelpunten scoorde in één wedstrijd in de Ligue 1 sinds Toni Kurbos, die er in 1984 in één duel zes maakte voor FC Metz.